# St. Konrad (Aken)

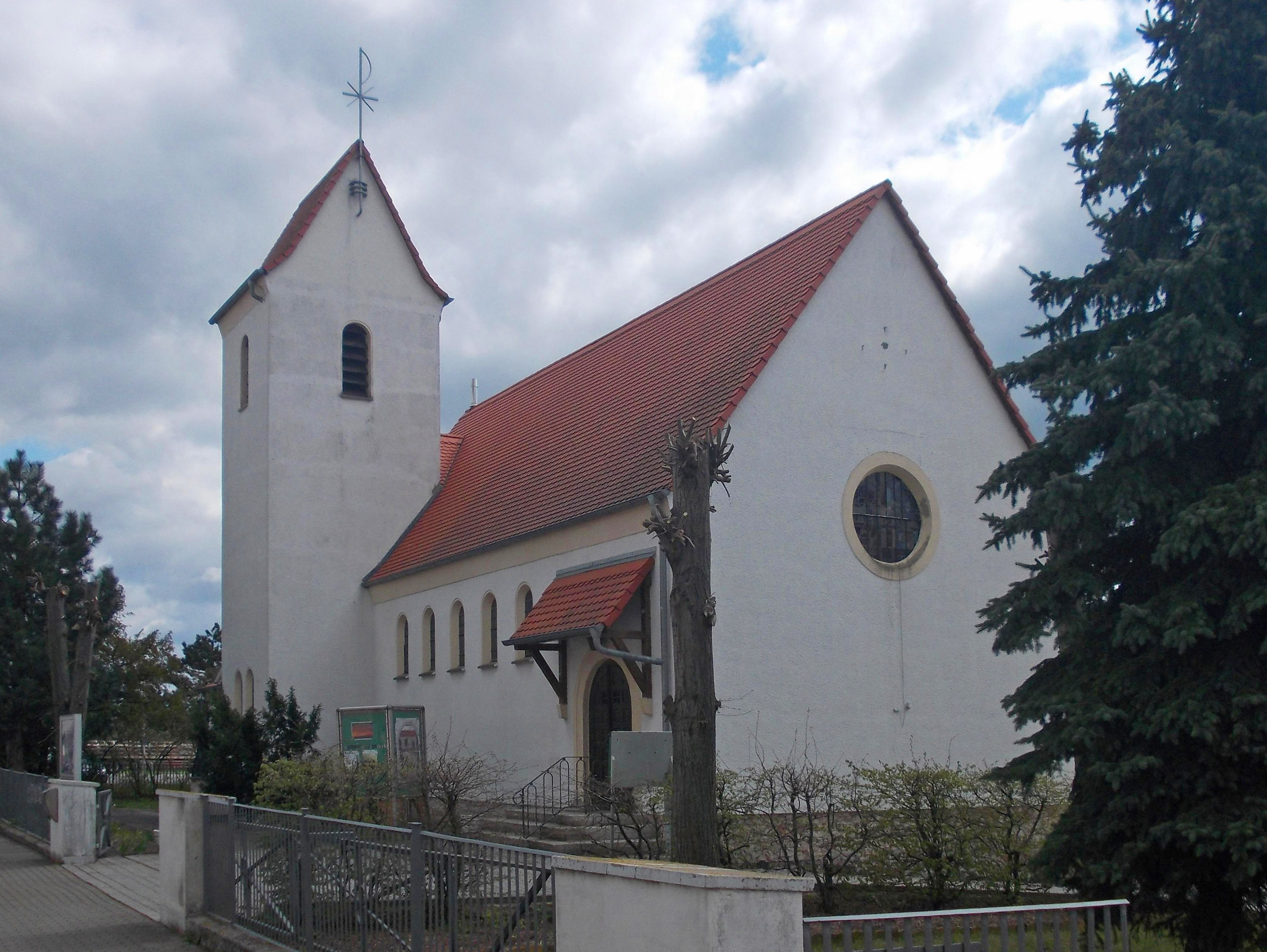
St.-Konrad-Kirche

Die St.-Konrad-Kirche ist die römisch-katholische Kirche in Aken (Elbe), einer Stadt im Landkreis Anhalt-Bitterfeld in Sachsen-Anhalt. Das nach dem heiligen Konrad von Parzham benannte Kirchengebäude gehört zur Pfarrei St. Peter und Paul mit Sitz in Dessau in der Pastoralregion Dessau des Bistums Magdeburg.

## Geschichte
Durch die 1541 in Aken eingeführte Reformation wurde die Bevölkerung von Aken, das damals zum Archidiakonat Köthen des Erzbistums Magdeburg gehörte, lutherisch.
Ungefähr ab Mitte des 19. Jahrhunderts ließen sich wieder erste Katholiken in Aken nieder. Sie gehörten zunächst zur 1863 gegründeten Missionsgemeinde Calbe, die Seelsorge übernahm ab 1911 ex caritate die nähergelegene Kirchengemeinde Osternienburg. In Aken fanden in dieser Zeit monatlich Gottesdienste im Saal eines Gasthauses statt.
1936 wurde der Bauplatz für die St.-Konrad-Kirche erworben. Am 4. Mai 1937 begann der Bau der Kirche mit dem ersten Spatenstich, die am 17. Oktober 1937 durch Weihbischof Augustinus Philipp Baumann ihre Benediktion erhielt.
Da sich durch die Flucht und Vertreibung Deutscher aus Mittel- und Osteuropa die Zahl der Katholiken in Aken stark erhöht hatte, wurde am 19. März 1946 Josef Kliche zum außerplanmäßigen Vikar von Calbe/Saale mit Sitz in Aken ernannt, womit in Aken eine katholische Gemeinde gegründet wurde. Am 1. November 1947 folgte die Erhebung der katholischen Gemeinde zur Kuratie, 1952/53 wurde das Pfarrhaus erbaut. Am 1. April 1954 wechselte die Kuratie Aken von der Pfarrei Calbe/Saale zur Pfarrei Osternienburg und wurde in diesem Zusammenhang von der Kuratie zur Filialkirchengemeinde erhoben. Dadurch kam Aken, das bisher zum Dekanat Magdeburg gehörte, zum Dekanat Dessau. Zum 1. Juli 1960 schließlich wurde die Filialkirchengemeinde Aken zur Pfarrei erhoben.
Am 8. Juli 1994 wurde das Bistum Magdeburg gegründet, und die Zugehörigkeit Akens wechselte vom Erzbistum Paderborn zum Bistum Magdeburg.
Ab 2004 wurde ein neues Gemeindehaus erbaut, das am 26. November 2005 durch Generalvikar Raimund Sternal eingeweiht wurde. Zum 1. Oktober 2006 wurde der Gemeindeverbund Dessau Propstei – Dessau Dreieinigkeit – Dessau-Alten – Aken – Oranienbaum errichtet. Damals gehörten zur Pfarrei Aken rund 420 Katholiken.
Aus dem Gemeindeverbund Dessau Propstei – Dessau Dreieinigkeit – Dessau-Alten – Aken – Oranienbaum entstand am 28. November 2010, dem 1. Sonntag im Advent, die heutige Pfarrei St. Peter und Paul mit Sitz in Dessau. Die Pfarrei Aken wurde in diesem Zusammenhang aufgelöst. Zur heutigen Pfarrei St. Peter und Paul gehören neben der Kirche St. Konrad in Aken auch die Kirchen St. Joseph in Alten, Dreieinigkeit und St. Peter und Paul in Dessau sowie Christkönig in Oranienbaum.
Das Hochwasser in Mitteleuropa 2013 beschädigte vom 9. Juni 2013 an die Kirche, das Pfarrhaus und das Gemeindezentrum erheblich, sodass die Gebäude infolgedessen umfangreich saniert werden mussten. Nach Abschluss der Arbeiten weihte Bischof Gerhard Feige am 8. April 2017 den Altar.
Bis zur Auflösung der Dekanatsstrukturen im Bistum Magdeburg am 1. September 2023 gehörte die St.-Konrad-Kirche zum Dekanat Dessau.

## Lage, Architektur und Ausstattung
Die Kirche steht im Süden von Aken an der Bundesstraße 187a auf dem Grundstück Gartenstraße 44. Die geostete Kirche ist parallel zur Gartenstraße ausgerichtet, sie entstand nach Entwürfen des Architekten Johannes Reuter aus Bitterfeld.
Das Kirchenschiff und der teilweise eingezogene Turm sind jeweils mit einem Satteldach eingedeckt. Die Glocke stammt aus der 2016 profanierten Herz-Jesu-Kirche in Gerbstedt und wurde 2017 in der St.-Konrad-Kirche wieder aufgehängt.
Das Gotteshaus wird durch ein Portal an der Nordseite erschlossen, der Innenraum wird durch eine Flachdecke abgeschlossen. Das Kirchengestühl lässt einen Mittelgang frei. Der Tabernakel steht in einer Seitennische des Altarraums, der Taufstein stammt aus der Dessauer Propsteikirche.
Die Orgel ist ein Werk des Orgelbauers Ernst Röver aus Hausneindorf. Das Instrument wurde 1886 als Opus 7 für die evangelische Kirche St. Georg in Warnstedt bei Thale erbaut, wo es bis 1980 stand. 1986 wurde die Orgel  in der neuapostolischen Kirche in Aken wieder aufgebaut. Nach der Schließung dieser Kirche erfolgte die Umsetzung der Orgel in die St.-Konrad-Kirche, wo sie am 24. September 2017 eingeweiht wurde. Sie besitzt 14 Register auf zwei Manualwerken und Pedal. Die Orgel steht im Chor der Kirche, da der Platz auf der Orgelempore für die heutige Orgel nicht mehr ausreichend war.